# Guantao
Guantao, tidigare stavat Kwantao, är ett härad som lyder under Handans stad på prefekturnivå i Hebei-provinsen i norra Kina.
Under svältkatastrofen under det Stora språnget 1958-62 hörde Guantao till de hårdast drabbade orterna.